# Cognin-les-Gorges
Cognin-les-Gorges és un municipi francès situat al departament de la Isèra i a la regió d'Alvèrnia-Roine-Alps. L'any 2007 tenia 631 habitants.

## Demografia

### Població
El 2007 la població de fet de Cognin-les-Gorges era de 631 persones. Hi havia 213 famílies de les quals 50 eren unipersonals (25 homes vivint sols i 25 dones vivint soles), 53 parelles sense fills, 98 parelles amb fills i 12 famílies monoparentals amb fills.
La població ha evolucionat segons el següent gràfic:
Habitants censats

### Habitatges
El 2007 hi havia 260 habitatges, 231 eren l'habitatge principal de la família, 19 eren segones residències i 9 estaven desocupats. 220 eren cases i 39 eren apartaments. Dels 231 habitatges principals, 172 estaven ocupats pels seus propietaris, 52 estaven llogats i ocupats pels llogaters i 7 estaven cedits a títol gratuït; 1 tenia una cambra, 14 en tenien dues, 19 en tenien tres, 68 en tenien quatre i 129 en tenien cinc o més. 171 habitatges disposaven pel capbaix d'una plaça de pàrquing. A 90 habitatges hi havia un automòbil i a 132 n'hi havia dos o més.

### Piràmide de població
La piràmide de població per edats i sexe el 2009 era:
| Homes | Edats   | Dones |
| ----- | ------- | ----- |
| 0     | 95 o +  | 0     |
| 0     | 90 a 94 | 0     |
| 4     | 85 a 89 | 8     |
| 0     | 80 a 84 | 0     |
| 4     | 75 a 79 | 4     |
| 12    | 70 a 74 | 16    |
| 12    | 65 a 69 | 20    |
| 8     | 60 a 64 | 8     |
| 12    | 55 a 59 | 12    |
| 20    | 50 a 54 | 12    |
| 16    | 45 a 49 | 12    |
| 20    | 40 a 44 | 28    |
| 24    | 35 a 39 | 16    |
| 20    | 30 a 34 | 40    |
| 28    | 25 a 29 | 20    |
| 4     | 20 a 24 | 8     |
| 24    | 15 a 19 | 12    |
| 20    | 10 a 14 | 20    |
| 32    | 5 a 9   | 28    |
| 16    | 0 a 4   | 12    |

## Economia
El 2007 la població en edat de treballar era de 411 persones, 313 eren actives i 98 eren inactives. De les 313 persones actives 296 estaven ocupades (168 homes i 128 dones) i 17 estaven aturades (4 homes i 13 dones). De les 98 persones inactives 29 estaven jubilades, 32 estaven estudiant i 37 estaven classificades com a «altres inactius».

### Ingressos
El 2009 a Cognin-les-Gorges hi havia 254 unitats fiscals que integraven 649 persones, la mediana anual d'ingressos fiscals per persona era de 17.429 €.

### Activitats econòmiques
Dels 19 establiments que hi havia el 2007, 2 eren d'empreses de fabricació d'altres productes industrials, 5 d'empreses de construcció, 4 d'empreses de comerç i reparació d'automòbils, 1 d'una empresa d'hostatgeria i restauració, 1 d'una empresa d'informació i comunicació, 3 d'empreses de serveis i 3 d'entitats de l'administració pública.
Dels 5 establiments de servei als particulars que hi havia el 2009, 1 era un taller de reparació d'automòbils i de material agrícola, 1 paleta, 1 fusteria, 1 lampisteria i 1 empresa de construcció.
L'únic establiment comercial que hi havia el 2009 era una botiga de menys de 120 m².
L'any 2000 a Cognin-les-Gorges hi havia 26 explotacions agrícoles que ocupaven un total de 312 hectàrees.

## Equipaments sanitaris i escolars
El 2009 hi havia una escola elemental integrada dins d'un grup escolar amb les comunes properes formant una escola dispersa.

## Poblacions properes
El següent diagrama mostra les poblacions més properes.